# Castelul din Carpați (film din 1981)

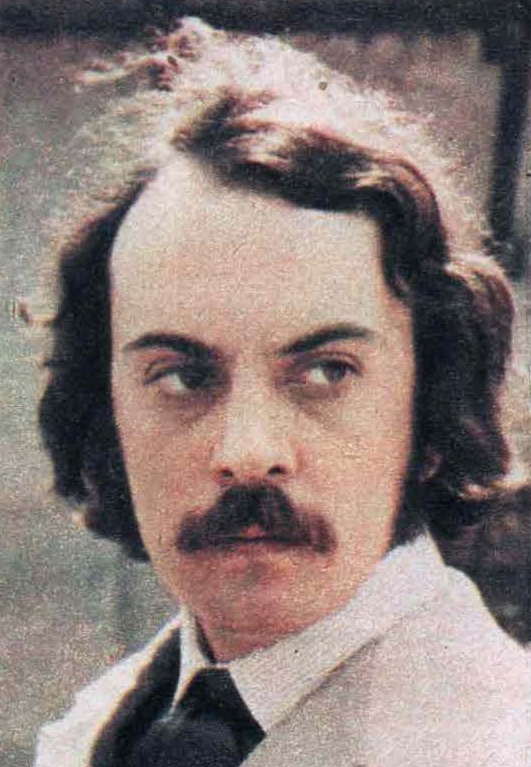
Cornel Ciupercescu

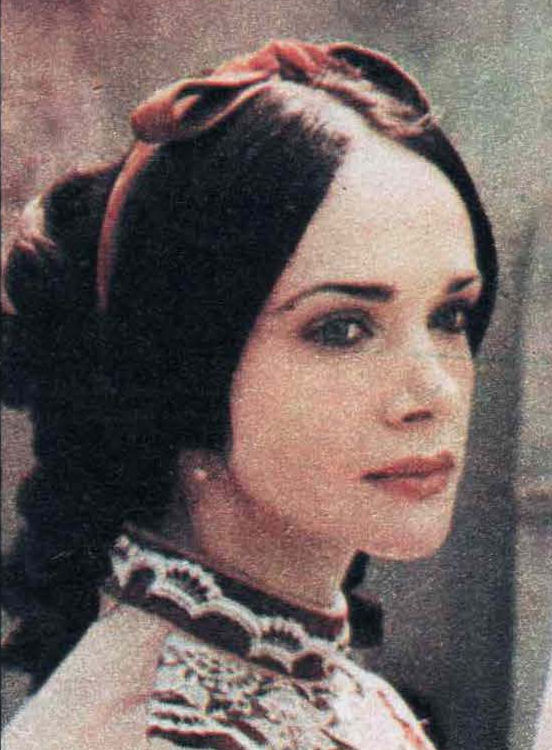
Maria Bănică

Castelul din Carpați este un film românesc din 1981, regizat de Stere Gulea. Scenariul filmului a fost scris de Nicolae Dragoș și Mihai Stoian după romanul omonim al lui Jules Verne. Vocea care interpretează bucățile de operă este a sopranei Eugenia Moldoveanu.
Subiectul filmului îl reprezintă o poveste de dragoste trăită în Italia de un tânăr militant pentru Unirea Transilvaniei cu România. Cântăreață de operă italiană dispare însă în condiții obscure. Tânărul boier Frâncu Slătineanu se deplasează la un castel din Carpați unde se retrăsese un boier bătrân pasionat de muzică, care fusese implicat în dispariția femeii.

## Rezumat
În secvențele de început ale filmului este redat următorul intertitlu: «Ciudată fărîmă din imperiul Austriei, această Transilvanie... veche țară a dacilor cucerită de Traian. Independența de care s-a bucurat a luat sfîrșit... Dar românii din Transilvania nu deznădăjduiesc. Viitorul le aparține și ei repetă cu o încredere de nezdruncinat: „Românul nu piere”. Jules Verne».
În cea de-a doua jumătate a secolului al XIX-lea, tânărul boier Frâncu Slătineanu (Cornel Ciupercescu) și prietenul său, Giorgie Partenie (Dorel Vișan) din Sibiu, încearcă să publice un protest al românilor din Transilvania împotriva autorităților austriece prin care solicitau drepturi egale cu ale celorlalte naționalități. Informate de acest demers, autoritățile austriece decid să suspende orice fel de întrunire și să-l aresteze pe Frâncu. Pentru a-l salva de posibila condamnare la câțiva ani de temniță, Partenie îl trimite pe Frâncu în Italia pentru a lua legătura cu revoluționarul Hociotă (Ovidiu Iuliu Moldovan), un adept al acțiunii și nu al tratativelor diplomatice. El îl sfătuiește să obțină sprijinul bătrânului și bogatului boier Radu Gorj (Zoltán Vadász) pentru cauza lor, deși consideră că acesta s-a scrântit în ultima vreme.
Frâncu pleacă spre Italia cu vaporul Wilhelmina, pe care mai călătoresc frumoasa cântăreață de operă Stilla - „celebrissima” (Maria Bănică) și impresarul ei (Octavian Cotescu). Pe urmele lui Frâncu se află agentul secret Friecke (Adrian Mazarache), trimis pentru a-i zădărnici planurile.
Cea mai mare temere a cântăreței Stilla este că-și va pierde vocea. Impresarul ei o convinge să accepte planul inventatorului Orfanik (Marcel Iureș) de a-i înregistra vocea, echipamentele tehnice fiind realizate cu sprijinul financiar al lui Radu Gorj, posesorul unei averi impresionante și proprietarul unui castel în Munții Carpați. Bătrânul boier plecase din Transilvania după Revoluția din 1848-1849 și se refugiase în Italia. Hociotă și Frâncu îl întâlnesc pe boierul Gorj la Teatro di San Carlo (teatru de operă) din Napoli, unde acesta se afla într-o lojă alături de Orfanik. Radu Gorj se consideră însă prea bătrân pentru a se mai implica în conspirațiile revoluționare ale compatrioților săi.
La o serată organizată de principesa Dora D'Istria (Irina Petrescu) tânărul boier român o cunoaște pe Stilla, precum și pe ziaristul italian Alessandro Policretti (Ion Caramitru). Între Frâncu și Stilla se înfiripă o relație de dragoste. Pentru a-l îndepărta pe boierul Radu Gorj de compatrioții săi, agentul Friecke îi arată bătrânului o fotografie în care apar împreună cântăreața de operă și tânărul boier român. Convinsă că în laboratorul lui Orfanik sunt condiții mai bune pentru a i se înregistra imaginea și vocea, Stilla este ademenită acolo de către impresar. Hociotă îi urmărește și este asasinat.
Dispariția fără urmă a Stillei îl determină pe Frâncu să pornească în căutarea ei. Boierul Radu Gorj părăsise însă Italia, iar casa lui este găsită pustie. Frâncu este lovit pe la spate de o persoană necunoscută și stă o perioadă în spital. După ce-și revine, el află că Partenie trecuse granița în Principatele Române. În plus, ziaristul Policretti îl anunță că nu-i poate publica protestul în gazetele italiene din cauza situației politice tulburi din Italia. În aceste condiții, Frâncu decide să se întoarcă în Transilvania.
Ajuns la moșia sa, boierul află de la Roșca, servitorul său, că autoritățile l-au acuzat că nu și-a plătit dările și i-au confiscat majoritatea bunurilor. El decide să treacă munții pentru a se întâlni cu Partenie. Cei doi ajung la hanul lui Ionas (Paul Lavric) din munți și cer găzduire pentru o noapte. Pentru a înșela vigilența autorităților, Frâncu se declară a fi Alexandru Filipescu din Craiova. Hangiul nu se lasă păcălit și trimite o scrisoare locotenentului de grăniceri.
În fața hanului, Frâncu observă un om care era îngropat până la gât în pământ. Interesându-se, el află că omul respectiv era un pădurar care încercase să intre în castelul boierului Gorj de pe vârful muntelui, fusese electrocutat și adus în sat de un cioban care-l găsise inconștient. Gândindu-se că în castel ar putea să se afle Stilla, tânărul boier urcă la castel și reușește să pătrundă înăuntru. El ajunge în camera boierului Radu Gorj, unde auzise vocea Stillei. Cu ajutorul aparatelor sale, Orfanik reușise să înregistreze imaginea în mișcare a cântăreței, precum și vocea acesteia. Boierul Radu Gorj îi spune lui Frâncu că Stilla nu mai există, ci doar iluzia sa vizuală. În acel moment, castelul începe să se cutremure și sare în aer. Tânărul boier reușește să fugă și scapă astfel cu viață. El este urmărit de la distanță de Friecke.

## Producție
Romanul Castelul din Carpați a fost scris de Jules Verne în anul 1889. El a fost publicat pentru prima dată în formă de foileton în Magasin d'éducation et de récréation în perioada 1 ianuarie - 15 decembrie 1892 și în volum la sfârșitul anului 1892 de Editura Hetzel. Acțiunea cărții se petrecea în a doua jumătate a secolului al XIX-lea, în Transilvania.
Potrivit afirmațiilor proprii, prin 1964 sau 1965, înainte de a realiza filmul Dacii (1967), regizorul Sergiu Nicolaescu a lucrat, împreună cu Titus Popovici, la scrierea unui scenariu inspirat din romanul Castelul din Carpați al lui Jules Verne. Filmul urma să fie produs de Henry Deutschmeister, un evreu de origine română care era proprietarul studioului Franco-London Films, iar această coproducție româno-franceză urma să fie regizată de Sergiu Nicolaescu în colaborare cu Christian-Jaque. Filmările urmau să aibă loc în România. Titus Popovici și Sergiu Nicolaescu s-au deplasat la Paris pentru a purta discuții cu privire la acest film cu reprezentanții companiei Franco-London Films, dar proiectul nu a mai fost realizat. După afirmațiile lui Nicolaescu, „scenariul a căpătat o formă, însă lucrurile n-au mers întocmai cum a vrut producătorul Henry Deutschmeister”.
Scenariul filmului a fost scris de Nicolae Dragoș și Mihai Stoian, fiind inspirat din romanul Castelul din Carpați al lui Jules Verne. De asemenea, au colaborat pe post de consilieri Petre Codreanu și Milică Naghici. Filmul a fost realizat în studiourile Centrului de Producție Cinematografică București, cu concursul organelor de partid și de stat din județele Sibiu și Iași și al Muzeului Tehnic „Prof. Ing. D. Leonida” din București. Filmările s-au desfășurat la Iași (clădirea Teatrului Național din Iași este folosită pentru reprezentarea Operei italiene), la Sibiu (Casa Artelor, Turnul Scării Aurarilor) și în alte locuri.
Rolul cântăreței de operă Stilla a fost interpretat de balerina Maria Bănică, care a mai apărut ulterior în filmul Ringul (1985) în rolul balerinei internate în lagărul nazist care spăla podelele. Muzica este interpretată de Orchestra Filarmonicii din Cluj-Napoca dirijată de Emil Simion. Ariile din opera Traviata de Giuseppe Verdi cântate în film de Stilla au fost interpretate în realitate de soprana Eugenia Moldoveanu.
Regizor secund a fost Ion P. Ion, iar operator filmări combinate Mircea Sterescu. Aparatele de întregistrare a sunetului au fost împrumutate pentru filmări de la Muzeul Tehnic „Prof. Ing. Dimitrie Leonida” din București.
În afară de acest film românesc, după romanul lui Jules Verne au mai fost realizate un film francez de televiziune intitulat Le château des Carpathes (1976) și un film cehoslovac intitulat Misterele de la castel (1983).

## Recepție
Filmul Castelul din Carpați a fost vizionat de 1.596.075 de spectatori la cinematografele din România, după cum atestă o situație a numărului de spectatori înregistrat de filmele românești de la data premierei și până la data de 31.12.2007 alcătuită de Centrul Național al Cinematografiei. 
În „Istoria filmului românesc (1897-2000)” (Ed. Fundației Culturale Române, București, 2000), criticul Călin Căliman considera că filmul Castelul din Carpați este un film „deși neunitar stilistic - oscilând între un «film istoric» și o «ficțiune romantică» -, conține pagini cinematografice de atmosferă, străbătute, vizual și auditiv (cu contribuția operatorului Valentin Ducaru și a compozitorului Lucian Mețianu), de un insinuant «mister sentimental», accentuat de principalii interpreți (balerina Maria Bănică și Cornel Ciupercescu), de ceilalți protagoniști ai intrigii”. 
Criticul Tudor Caranfil nu a dat filmului nicio stea și a făcut următorul comentariu: „Tânăr militant pentru unirea Transilvaniei cu țara, boierul Frâncu sosește în Italia pentru a obține sprijinul stăpânului unui faimos castel carpatin. Acesta este însă orbit de pasiunea sa pentru o cântăreață de operă. Într-o seară, după reprezentație, dispar atât diva, cât și bogătașul. Dezamăgit, Frâncu se întoarce în castelul înconjurat acum de legenda că ar fi bântuit de fantome. De fapt, un ingenios sistem optic, precursor al cinematografului, proiectează pe ziduri imaginea cântăreței. Poveste cu accente romantice, dar și S.F. inspirat de romanul omonim al lui Jules Verne. «Păcat de tinerețe» al regizorului, idee splendidă, ratată, înainte de toate, din lipsa de afinitate a lui Gulea pentru fantastic.” 
Călin Stănculescu consideră că filmul lui Gulea este păstrat în memoria fanilor verniști de „profeția cinematografului în opera lui Jules Verne și replica unui film baroc care se desfășoară în decoruri de thriller carpatin”. 
Un alt critic, Ioan Lazăr, constată că scenariștii și regizorul mută accentul dinspre latura fantastică a poveștii lui Jules Verne către o posibilă semnificație de profunzime a textului. Filmul pleacă de la o realitate social-politică a vremii, mișcarea națională de eliberare a Ardealului, el devenind mai degrabă „un fantastic politic, ori un film polițist realizat cu concursul transrealului, convocând misterele, enigmele, suspansul”. Criticul remarcă somptuozitatea imaginii, bunul gust al costumelor de epocă, jocul abil al așteptării practicat de Cornel Ciupercescu, dar consideră că piesele muzicale din film sunt prea lungi. 